# Crossing (film, 2008)
Pour les articles homonymes, voir Crossing.
Pour plus de détails, voir Fiche technique et Distribution.
Crossing (크로싱) est un film sud-coréen réalisé par Kim Tae-gyun, sorti en 2008.

## Synopsis
Un nord-coréen part travailler illégalement en Chine pour pouvoir payer des médicaments pour sa femme enceinte, qu'il laisse derrière lui. Arrêté et menacé de déportation, il parvient à rejoindre la Corée du Sud en passant par l'ambassade d'Allemagne en Chine. En Corée du Nord, sa femme meurt, laissant son jeune fils seul.

## Fiche technique
- Titre : Crossing
- Titre original : 크로싱
- Réalisation : Kim Tae-gyun
- Scénario : Lee Yu-jin
- Musique : Kim Tae-seong
- Photographie : Jeong Han-cheol
- Montage : Ko Im-pyo
- Production : Patrick D. Cheh et Hong Ji-yong
- Société de production : Big House et Plan B
- Pays :  Corée du Sud
- Genre : Drame
- Durée : 106 minutes
- Dates de sortie : 
  -  Corée du Sud : 5 juin 2008

## Distribution
- Cha In-pyo : Kim Yong-soo
- Shin Myeong-cheol : Kim Joon
- Seo Young-hwa : la femme de Yong-soo
- Jeong In-gi : Sang-cheol
- Ju Da-yeong : Mi-seon

## Distinctions
Le film a été nommé pour deux Blue Dragon Film Awards.